# Zanthoxylum belizense
Zanthoxylum belizense là một loài thực vật thuộc họ Rutaceae. Loài này có ở Belize, Costa Rica, Guatemala, Honduras, México, Nicaragua, và Panama.